# Список церквей в Восточной Англии, сохранённых Фондом сохранения церквей

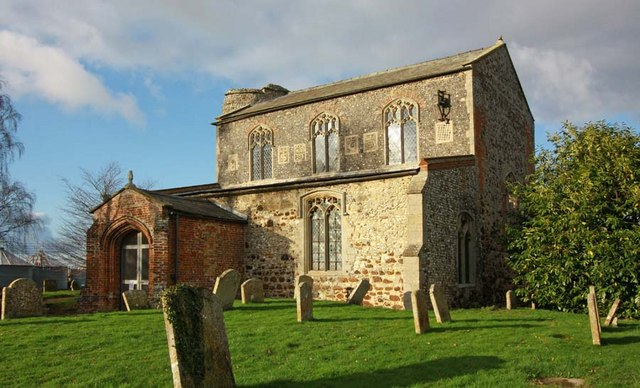
Церковь св. Николая во Фелтуэлле (Норфолк) содержит фрагменты англосаксонской эпохи

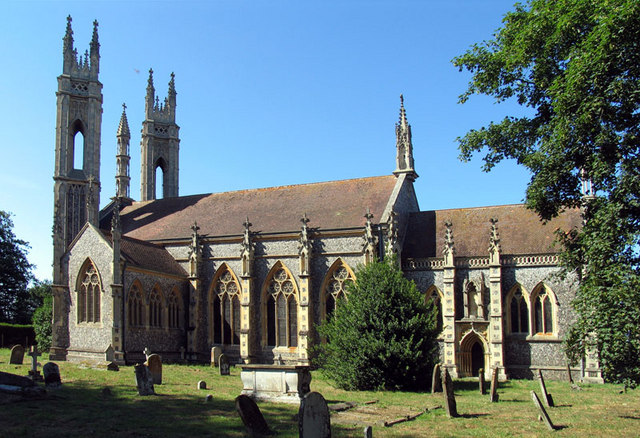
Церковь Михаила Архангела в Бутоне (Норфолк) — новейшее здание на попечении Фонда в Восточной Англии

Фонд сохранения церквей (первоначально Фонд излишних церквей) — благотворительная организация для сохранения и защиты находящихся под угрозой исчезновения церковных зданий, которые более не используются Церковью Англии для богослужения. Фонд основан в 1968 году.
В Восточной Англии Фонд сохраняет 104 церкви в Бедфордшире, Кембриджшире, Эссексе, Хартфордшире, Линкольншире, Норфолке и Суффолке. Возраст церквей разнится от англосаксонских времён до конца XIX века, но кроме 12 зданий, все остальные выстроены по XV век включительно и представляют собой, соответственно, образцы нормандской архитектуры и английской готики. Одна церковь — георгианская, одна — палладианская, 6 новейших — английская неоготика. Все церкви являются реестровыми памятниками архитектуры Англии, главным образом, I и II* классов.
Некоторые церкви, расположенные в центре городов, были оставлены по недостатку прихожан, которые были собраны в других церквях рядом (св. Мартина в Колчестере, Иоанна Крестителя в Стэмфорде, св. Петра в Садбери, св. Марии-у-Пристани в Ипсвиче, три церкви в Норидже две в Кембридже). Церковь святых Кирика и Иулитты в Свофхэм-Прайери делит кладбище с расположенной по соседству церковью святой Марии, которая и забрала богослужебную роль. Сельские церкви лишились приходов из-за того, что деревни опустели или население переместилось в другие. Также часть сельских церквей были в составе загородных поместий, которых более не существует. Такие здания стоят ныне уединённо далеко от жилья. Некоторые церкви были законсервированы лишь частично.

## Классификация
| Класс | Критерий                                                                                                |
| ----- | --- |
| I     | Здание представляет исключительный интерес, иногда рассматривается как памятник международного значения |
| II*   | Важное здание, представляющее особый интерес                                                            |
| II    | Здание общегосударственного значения, представляющее особый интерес                                     |

## Список церквей
| Название и место                                  | Графство и координаты                      | Фотоснимок | Датировка        | Примечания | Класс |
| ------------------------------------------------- | ------------------------------------------ | --- | ---------------- | --- | ----- |
| св. Николая во Фелтуэлле                          | Норфолк 52°29′21″ с. ш. 0°31′15″ в. д.     | | ок. 683          | Остатки башни и западная стена церкви датируются англосаксонским периодом, остальное построено, главным образом, в перпендикулярном стиле и декорировано узорчатой кладкой. Церковь имеет два боковых нефа, но алтарная часть отсутствует, поэтому она в ширину больше, чем в длину.                                                                                     | I     |
| св. Мартина в Уэйте                               | Линкольншир 53°29′15″ с. ш. 0°04′00″ з. д. | | X в.             | Центральная башня церкви англосаксонская, X века, дополнения и перестройки были в XI и XIII веках, в 1861 году здание претерпело викторианскую реставрацию, в ходе которой приведено к стилю ранней английской готики. | I     |
| св. Марии в Чикни                                 | Эссекс 51°55′43″ с. ш. 0°17′18″ в. д.      | | X-XI вв.         | Церковь восходит к временам до Завоевания Англии. Алтарная часть пристроена в XIII веке, башня — в XIV, южное крыльцо — в XV веке. | I     |
| Старая церковь св. Марии в Зап. Бергхолте         | Эссекс 51°55′02″ с. ш. 0°50′18″ в. д.      | | ок. 1000         | Северная стена датируется около 1000 года, алтарная часть пристроена около 1300, позднее в XIV веке построен южный боковой неф. Другая церковь Девы Марии была освящена в 1904 году, старая законсервирована в 1975. | I     |
| св. Петра в Кингерби                              | Линкольншир 53°25′19″ с. ш. 0°24′37″ з. д. | | нач. XI в.       | Церковь располагалась в деревне, ныне пустующей. Самые старые части датируются началом XI века, пристройки и переделки происходили в течение следующих трёх столетий и в XVII веке. | I     |
| св. Петра в Клэйдоне                              | Суффолк 52°06′20″ с. ш. 1°07′10″ в. д.     | | XI в.            | Неф XI века, восточное окно — XIV-го, башня — XV-го. В 1852 году прошла викторианская реставрация под руководством ректора, в ходе которой алтарная часть выстроена заново, добавлен трансепт и органная камера. | I     |
| Девы Марии в Малом Хормиде                        | Хартфордшир 51°56′34″ с. ш. 0°02′00″ в. д. | | XI в.            | Церковь большей частью нормандской архитектуры. В ней находится весьма редкая дверь с коваными элементами «наиболее роскошными для XII века». Церковь передана Фонду в 1995 году. | I     |
| св. Николая в Нормантоне                          | Линкольншир 53°00′19″ с. ш. 0°35′15″ з. д. | | XI в.            | Церковь начата в XI веке, и строительство продолжалось в течение следующих четырёх столетий. В 1845 году пристроено вестри, алтарная часть и северная стена нефа сильно перестроены. Законсервирована в феврале 1974 года. | II*   |
| св. Марии в Северном Кокеринтоне                  | Линкольншир 53°24′04″ с. ш. 0°03′20″ в. д. | | XI в.            | Церковь находится в миле от бывшего прихода. Строительство начато в XI веке и продолжалось в конце XII и XIV веках. Башня построена в XIX веке, церковь законсервирована в марте 1981 года. | I     |
| Всех Святых в Уордуэлле                           | Суффолк 52°18′58″ с. ш. 0°40′50″ в. д.     | | XI в.            | В XIV и XV веках в церкви были заменены ланцетовидные окна, крыльцо добавлено около 1500 года. В 1857—1866 годах проходила реставрация под руководством Сэмюэла Тейлона. | I     |
| св. Марии в Бартнетби                             | Линкольншир 53°34′03″ с. ш. 0°23′55″ з. д. | | 2-я пол. XI в.   | Башня построена в XI—XII веках, строительство велось в XIII, XVII и XVIII столетиях. Законсервирована в 1972 году | I     |
| Всех Святых в Иклингеме                           | Суффолк 52°19′22″ с. ш. 0°36′15″ в. д.     | | XI—XII вв.       | Церковь была полностью перестроена в XIV веке, но части нормандской работы в нефе сохранились. Южный портик добавлен в XV веке. К моменту объявления излишней в 1970-е годы церковь не использовалась уже на протяжении столетия. После этого меняли соломенную крышу.                                                                                                   | I     |
| Девы Марии в Стэнстед-Маунтфитчете                | Эссекс 51°53′43″ с. ш. 0°12′33″ в. д.      | | 1120-24          | Церковь сохранила ряд изначальных черт, несмотря на переделки: в XIII веке удлинена алтарная часть и добавлена капелла. Башня возведена в 1692 году, викторианская реставрация состоялась в 1888-м, но уже на следующий год новую приходскую церковь возвели ближе к середине деревни. Старая церковь освящена и время от времени в ней проходят богослужения.           | II*   |
| св. Михаила в Бёрдуэлле                           | Линкольншир 53°17′49″ с. ш. 0°01′58″ в. д. | | нач. XII в.      | Алтарная часть добавлена в XIII веке, башня — в начале XVI-го, церковь изменяли в XVIII и XIX веках, реставрировали в 1911 и оставили в 1981 году. | I     |
| св. Мартина в Колчестере                          | Эссекс 51°53′27″ с. ш. 0°53′58″ в. д.      | | нач. XII в.      | К XII в. относятся неф и башня, остальное построено, главным образом, в XIV в. Башня повреждена во время английской революции и не восстанавливалась. Викторианская реставрация в конце XIX в. под руководством Джайлса Гилберта Скотта. | II*   |
| св. Бенедикта в Хэлтеме-на-Бэйне                  | Линкольншир 53°09′26″ с. ш. 0°08′16″ з. д. | | нач. XII в.      | Достройки и переделки шли в конце XII века и в каждое из следующих трёх столетий. Викторианская реставрация с расширением вместимости с 67 до 140 человек прошла в 1880 и 1891 годах. Законсервирована в октябре 1977 года. | I     |
| Девы Марии в Малом Бромли                         | Эссекс 51°54′35″ с. ш. 1°02′23″ в. д.      | | нач. XII в.      | Старейшая часть — неф, алтарная переделывалась в XIV в., нижняя часть башни — начало XV в., верхняя — XVI в. Реставрации в XIX и XX веках. | II*   |
| св. Николая в Брэндистоне                         | Норфолк 52°44′53″ с. ш. 1°10′16″ в. д.     | | XII в.           | Нижняя часть башни XII века, восьмиугольная верхняя — XIX-го, первоначальным главным нефом был нынешний северный боковой. Алтарная часть XV века. Витражи в северной стене частично средневековые. | II*   |
| св. Варвары в Хэйсби                              | Линкольншир 52°54′44″ с. ш. 0°28′10″ з. д. | | XII в.           | Здание построено из известняка в XII веке и позднее изменялось и расширялось. Реставрации — в 1890 и 1924 годах. Над алтарной аркой королевский герб, нарисованный поверх средневековой фрески на сюжет Страшного Суда. | I     |
| св. Маргариты в Хэйлсе                            | Норфолк 52°30′38″ с. ш. 1°30′40″ в. д.     | | XII в.           | Церковь отличается круглой башней, полуциркульной абсидой, соломенной крышей и двумя романскими порталами. Кроме окон, она мало изменилась с XII века. На стенах нефа имеются остатки росписей. | I     |
| св. Григория в Хекингеме                          | Норфолк 52°32′07″ с. ш. 1°30′52″ в. д.     | | XII в.           | Постройка датируется, главным образом, XII и XIII веками, завершена полуциркульной абсидой и имеет романский портал. | I     |
| Иоанна Крестителя в Хеллингтоне                   | Норфолк 52°34′34″ с. ш. 1°24′46″ в. д.     | | XII в.           | Круглая башня и большая часть церкви — XII века, остальное — XIV-го. Южный портал романский, «весьма украшенный». | I     |
| св. Фе в Малом Уитчингеме                         | Норфолк 52°44′18″ с. ш. 1°07′56″ в. д.     | | XII в.           | Основная часть здания относится к XIV веку, башня — к XV веку. Церковь сильно разрушилась в XX веке, прежде чем в ней были открыты средневековые росписи. | II*   |
| св. Марии в Моултоне                              | Норфолк 52°36′17″ с. ш. 1°32′47″ в. д.     | | XII в.           | Церковь строилась в XII, XIV и XVI веках, в 1870-е восточный торец выстроен заново. В нефе есть росписи XIV века — св. Христофор и Дела милосердия. | I     |
| св. Петра в Норманди-у-госпиталя                  | Линкольншир 53°22′49″ с. ш. 0°29′47″ з. д. | | XII в.           | Церковь строилась на протяжении XII—XV веков, реставрировалась в 1890 году. Северная аркада полуциркульная романская, а южная — стрельчатая. | I     |
| св. Петра в Оффорд-Дарси                          | Кембриджшир 52°16′57″ с. ш. 0°13′04″ з. д. | | XII в.           | Изначально романская церковь. Алтарная часть перестроена в XIII веке, в следующем добавлены южный боковой неф, башня и шпиль. Шпиль восстанавливался в 1860 году. К моменту консервации в здании протекала крыша, но с тех пор оно было отремонтировано. | I     |
| Всех святых в Солтфлитби                          | Линкольншир 53°23′26″ с. ш. 0°11′12″ в. д. | | XII в.           | Церковь стоит на болоте, башня её несколько наклонилась. Одна из двух кафедр подарена Ориэлским колледжем Оксфордского университета. Церковь на протяжении веков неоднократно достраивалась и переделывалась, законсервирована в 1973 году. | I     |
| св. Андрея в Сэпистоне                            | Суффолк 52°19′58″ с. ш. 0°49′02″ в. д.     | | XII в.           | Поселение, которому церковь служила приходской, ныне опустело. Здание имеет романский южный портал, остальное датируется XIV веком, отреставрировано в 1847 году, законсервировано в 1973-м. | I     |
| св. Георгия в Шимплинге                           | Норфолк 52°23′57″ с. ш. 1°10′05″ в. д.     | | XII в.           | Церковь датируется XII веком, в дальнейшем была неоднократно расширена и изменена, претерпела две викторианские реставрации в XIX век. Шпиль покрыт свинцом. | I     |
| св. Лаврентия в Снарфорде                         | Линкольншир 53°19′42″ с. ш. 0°25′26″ з. д. | | XII в.           | Церковь ныне снесённого поместья Снарфорд-холл. В церкви находятся украшенные памятники семейства Сен-Пол и белая табличка 1-му графу Уорику. Законсервирована в 1995 году. | I     |
| Всех святых в Ю. Элмхеме                          | Суффолк 52°23′37″ с. ш. 1°25′21″ в. д.     | | XII в.           | В круглой башне — романское Западное окно, остальное здание XIII—XVII веков претерпело викторианскую реставрацию в 1870 году, когда был сделан неороманский южный портал. | I     |
| Иоанна Крестителя в Стэмфорде                     | Линкольншир 52°39′06″ с. ш. 0°28′48″ з. д. | | XII в.           | Церковь построена в XII веке и расширена в годы экономического подъёма в городе в начале XV века. Викторианская реставрация по канонам Высокой церкви состоялась в 1856 году, в 1950-53 годах её пришлось ремонтировать из-за осадки, вызванной обрушением склепов под зданием.                                                                                          | I     |
| св. Иакова в Стэнстид-Эбботс                      | Хартфордшир 51°46′51″ с. ш. 0°01′39″ в. д. | | XII в.           | В этой церкви сохранился нетронутым интерьер XVIII в. Также там находится памятник политическому деятелю Эдварду Бэшу (англ. Edward Baeshe, †1587). На кладбище 6 памятников II класса. | I     |
| св. Андрея в Стипл-Гиддинге                       | Кембриджшир 52°25′07″ с. ш. 0°20′13″ з. д. | | XII в.           | Южный портал церкви романский, но всё остальное XIV века, здание претерпело викторианскую реставрацию в 1874 году, а башня в 1899. | II*   |
| Всех Святых в Тедлторпе                           | Линкольншир 53°22′14″ с. ш. 0°11′55″ в. д. | | XII в.           | Также известна как «Собор на болоте». Восходит к XII веку, с добавлениями в 1380—1400 годах и в конце XVII века. Законсервирована в 1973 году. | I     |
| Всех Святых в Вандже                              | Эссекс 51°33′12″ с. ш. 0°28′20″ в. д.      | | XII в.           | Церковь очень маленькая и простая. Окно, портал и купель романские XII века. | II*   |
| св. Марии в Уошбруке                              | Суффолк 52°02′29″ с. ш. 1°04′29″ в. д.     | | XII в.           | Церковь теперь стоит уединённо посреди поля. Постройка, главным образом, XIV века, подверглась викторианской реставрации в 1866 году. | II*   |
| св. Андрея в Уиллингейле                          | Эссекс 51°44′30″ с. ш. 0°18′38″ в. д.      | | XII в.           | Неф XII века, алтарная часть — XV-го. В ходе викторианской реставрации добавлено вестри. | II*   |
| св. Иоанна в Даксфорде                            | Кембриджшир 52°05′40″ с. ш. 0°09′23″ в. д. | | 2-я пол. XII в.  | Романский южный портал украшен зигзагообразным орнаментом, шпиц на центральной башне согнут штормом. Внутри церкви имеются средневековые росписи. | I     |
| св. Михаила в Фарндише                            | Бедфордшир 52°15′50″ с. ш. 0°38′30″ з. д.  | | 2-я пол. XII в.  | Церковь построена из рыжего постдокембрийского железняка и серого известняка, башня сидит на первой секции нефа. | I     |
| св. Дионисия в Малом Барфорде                     | Бедфордшир 52°11′54″ с. ш. 0°16′43″ з. д.  | | 2-я пол. XII в.  | Деревня этой церкви опустела. Здание подверглось викторианской реставрации в 1869 году под руководством Артура Бломфилда, роспись потолка выполнили Heaton, Butler and Bayne, мозаичный заалтарный образ Уильяма Батлера Симпсона. | II*   |
| св. Марии в Бэдли                                 | Суффолк 52°09′47″ с. ш. 1°00′50″ в. д.     | | ок. 1200         | Скамьи в интерьере не менялись с XVIII века, также имеются памятники, в том числе 17 надгробных плит, в основном, семейства Полей. | I     |
| с. Георга в Эдворте                               | Бедфордшир 52°03′04″ с. ш. 0°13′08″ з. д.  | | ок. 1200         | В Средние века церковь принадлежала аббатству местного святого Неота. Что необычно, писцина в ней расположена на столбе. Имеются фрагменты росписей XIV века и средневековые витражи. | I     |
| св. Петра в Ю. Сомеркотсе                         | Линкольншир 53°25′20″ с. ш. 0°07′45″ в. д. | | ок. 1200         | Также известна как «королева болот» по высокому шпилю над плоским ландшафтом. После консервации её фундамент был серьёзно укреплён против осадки. | I     |
| Капелла св. Николая в Кингс-Линне                 | Норфолк 52°45′27″ с. ш. 0°23′49″ в. д.     | | ок. 1220         | Шпиль рухнул в 1741 году и был воссоздан только в 1869-м Джорджем Гилбертом Скоттом. Интересна редкостным образцом сохранившегося помещения консисторского суда. Памятник успешному послу Англии в Испании Бенджамину Кину спроектирован Робертом Адамом. | I     |
| св. Михаила в Лонгстэнтоне                        | Кембриджшир 52°16′23″ с. ш. 0°03′17″ в. д. | | нач. XIII в.     | Церкви этого типа стали важным образцом для американской неоготики. | II*   |
| св. Ботольфа в Скидбруке                          | Линкольншир 53°24′58″ с. ш. 0°09′54″ в. д. | | нач. XIII в.     | Церковь расположена в болотистой местности, постоянно достраивалась и переделывалась. Законсервирована в 1973 году, с тех пор там отмечалось присутствие сатанистов. | I     |
| Колокольня церкви святой Марии в Западном Уолтоне | Норфолк 52°41′51″ с. ш. 0°10′33″ в. д.     | | ок. 1240-50      | Фонд сохраняет отдельностоящую колокольню действующей приходской церкви, также памятника I класса. Нижний ярус колокольни представляет собой открытый проход, выше него ещё 4 этажа, все украшенные аркадами. | I     |
| св. Николая в Бакенхеме                           | Норфолк 52°35′59″ с. ш. 1°28′38″ в. д.     | | XIII в.          | Башня восьмиугольная от подножия, в ней романский западный портал. В верхних ярусах расположена голубятня XVII века с кирпичными гнёздами. В 1960—70 годы церковь пострадала от вандалов и была Фондом отремонтирована. | I     |
| св. Михаила в Баслингторпе                        | Линкольншир 53°21′08″ с. ш. 0°22′47″ з. д. | | XIII в.          | Эта простая церковь относилась к ныне вымершей деревне. Башня из известняка — XIII века, также средневековые — памятники двум сленам рода Баслингторпов, всё остальное — кирпичная постройка 1835 года. Законсервирована в 1984 году. | II*   |
| Всех Святых в Кликсби                             | Линкольншир 53°31′27″ с. ш. 0°20′19″ з. д. | | XIII в.          | Из средневековой постройки до 1871 года дошла только алтарная часть, которая подверглась викторианской реставрации в 1889 году под руководством Чарльза Ходжсона Фоулера. Законсервирована в 1973 году. | II*   |
| св. Михаила в Костоне                             | Норфолк 52°36′52″ с. ш. 1°02′41″ в. д.     | A church in stone, partly rendered, seen from the southeast, showing the battlemented tower, the south porch, and the nave and chancel, both with lancet windows                                          | XIII в.          | Церковь в стиле раннеанглийской готики получила зубчатый парапет в XV веке и южное крыльцо в XVI-м. Ещё позднее заново выстроена восточная стена. | II*   |
| Всех Святых в Малом Уэнаме                        | Суффолк 52°00′43″ с. ш. 1°01′51″ в. д.     | A church seen from the southwest; prominent is the west tower, its lower two stages in flint and the battlemented top stage in red brick; beyond it stretches the body of the church with its south porch | XIII в.          | Церковь стоит изолированно поблизости от поместья Малый Уэнам. Восточная стена расписана изображениями святых, имеется украшенный памятник Иоанну Брюсу (†1585) и латунное надгробие Томаса Брюса (†1524) с женой, которое считается одним из лучших в Суффолке. | I     |
| Иоанна Крестителя в Стэнтоне                      | Суффолк 52°19′36″ с. ш. 0°52′40″ в. д.     | | XIII в.          | Вполне сохранилась только башня, само здание церкви стоит без крыши. Западная стена примыкает к прицерковному кладбищу, и в её нижней части имеется проём для кругового обхода церкви в ходе религиозных процессий. | II*   |
| Девы Марии в Уиггенхолле                          | Норфолк 52°42′15″ с. ш. 0°20′27″ в. д.     | | XIII в.          | Портал XIII века, остальное здание ок. 1400 года. В 1862 году претерпело викторианскую реставрацию Джорджем Эдмундом Стритом. В интерьере примечательно качество резьбы по дереву, особенно над купелью и у скамей. Имеется памятник сэру Генри Кервилу (†1624), состоящий из белого саркофага, двух фигур и колоннады с антаблементом.                                  | I     |
| св. Марии в Акенхеме                              | Суффолк 52°05′46″ с. ш. 1°08′04″ в. д.     | A church seen from the south with a flint battlemented tower on the left, a brick chapel in the middle, and a rendered chancel to the right                                                               | 2-я пол. XIII в. | Церковь из кремня с украшениями из известняка, стена алтарной части оштукатурена, капелла — кирпичная. В северной стене нефа — узкое романское окно. В ходе недавней реставрации в капелле открыта писцина, а в нефе — заделанный дверной проём. | II*   |
| св. Марии в Ислингтоне                            | Норфолк 52°43′36″ с. ш. 0°19′29″ в. д.     | The ruins of a church from the southeast showing from the left a battlemented tower, the gable end of the roofless south transept, and the roofed chancel                                                 | 2-я пол. XIII в. | Церковь сохранялась нетронутой ещё в 1883 году, но ныне руинирована: неф и трансепт лишились крыши, которая сохранилась только над алтарной частью и башней. | II*   |
| св. Андрея в Аффорде                              | Кембриджшир 52°37′23″ с. ш. 0°23′11″ з. д. | | 2-я пол. XIII в. | Наибольшая часть церкви XIV века. Неф окаймлён боковыми нефами, но не имеет верхнего яруса окон, на западном фасаде — большая башня, на стыке нефа и алтарной части — башня поменьше, обе завершены зубчатым парапетом. Витражи XX века Движения искусств и ремёсел. | I     |
| Всех Святых в Западном Харлинге)                  | Норфолк 52°25′44″ с. ш. 0°54′08″ в. д.     | | 2-я пол. XIII в. | Церковь стоит уединённо на опушке Тетфордского леса. Изменения в здании относятся к XIV и XVIII векам, реставрация прошла в 1902 году. В некоторых окнах имеются фрагменты средневековых витражей, в нефе — латунные надгробия конца XV — начала XVI веков. | I     |
| св. Марии в Редгрейве                             | Суффолк 52°21′48″ с. ш. 1°01′11″ в. д.     | | ок. 1280         | В церкви находятся 13 гербовых мемориальных досок и памятники, в том числе сэру Николасу Бэкону, 1-му барону Редгрейв, сводному брату Френсиса Бэкона, и лорду главному судье сэру Джону Холту. В 2010 году случайно обнаружен вход в крипту церкви. | I     |
| св. Маргариты в Эбботсли                          | Кембриджшир 52°11′37″ с. ш. 0°12′19″ з. д. | | ок. 1300—1310    | На вершинах главной башни стоят статуи четырёх королей. Викторианская реставрация прошла в 1861 году под руководством Уильяма Баттерфилда, были перестроены алтарная часть, вестри и северное крыльцо. Церковь передана Фонду, но в алтарной части идут богослужения местного прихода.                                                                                   | II*   |
| св. Петра в Кембридже                             | Кембриджшир 52°12′41″ с. ш. 0°06′49″ в. д. | | нач. XIV в.      | Церковь восходит к XI веку, но старейшие сохранившиеся части — башня со шпилем — начала XIV-го, а всё остальное перестроено в 1781 году в уменьшенном размере, непропорционально башне. Законсервирована в 1973 году. | II*   |
| св. Андрея во Френзе                              | Норфолк 52°22′49″ с. ш. 1°08′10″ в. д.     | | нач. XIV в.      | Маленькая церковь без алтарной части стоит уединённо вблизи поместья Френз. Сохранилась большая кафедра и закрытые скамьи начала XVII века и семь латунных надгробий. | I     |
| св. Петра в Садбери                               | Суффолк 52°02′19″ с. ш. 0°43′53″ в. д.     | | 1330-48 гг.      | Церковь доминирует над городом. Повреждена в ходе Английской революции, подвергнута викторианской реставрации в 1858-59 годах Баттерфилдом, алтарная часть отремонтирована и заново отделана в 1898 году Дж. Ф. Бодлеем. | I     |
| св. Андрея в Бакленде                             | Хартфордшир 51°59′12″ с. ш. 0°01′24″ з. д. | | ок. 1348         | Неф и алтарная часть датируются около 1348 года, башня — около 1440, южный боковой неф и южное крыльцо конца XV века. претерпела несколько викторианских реставраций в XIX веке. В церкви имеется несколько памятников, в том числе один работы Чантри 1819 года. | II*   |
| св. Марии в Бартон-Бендише                        | Норфолк 52°37′11″ с. ш. 0°31′27″ в. д.     | | XIV в.           | К этой церкви XIV века под соломенной крышей был позднее добавлен более древний романский портал от другой церкви, снесённой неподалёку. Башня рухнула в 1710 году и не восстанавливалась. В интерьере — закрытые скамьи (1789) и остатки росписи со святой Екатериной с колесом.                                                                                        | I     |
| св. Михаила в Берчёрче                            | Эссекс 51°51′36″ с. ш. 0°53′33″ в. д.      | | XIV в.           | Башня датируется XIV веком, капелла рода Одли — начала XVI-го, всё остальное перестроено в 1872 году с использованием некоторого количества оригинального материала. В капелле «молотковая» кровля с резными гербами Генриха VIII и Екатерины Арагонской. Церковь оставлена в 1975 году, капелла передана Фонду в 1981-м, а остаток здания используется для других нужд. | II*   |
| св. Леонарда в Колчестере                         | Эссекс 51°53′05″ с. ш. 0°55′24″ в. д.      | | XIV в.           | В нефе hammerbeam-кровля XVI века. На протяжении своей истории церковь постоянно ремонтировалась из-за осадки или неудовлетворительных предыдущих ремонтов. | II*   |
| св. Андрея в Ковехайте                            | Суффолк 52°22′36″ с. ш. 1°42′20″ в. д.     | | XIV в.           | Небольшая действующая церковь XVII века находится рядом с руинами большой средневековой, от которой хорошо сохранилась башня и хуже — стены. Церкви угрожает береговая эрозия. | I     |
| св. Марии в Восточном Брейденхеме                 | Норфолк 52°38′20″ с. ш. 0°51′08″ в. д.     | | XIV в.           | Добавления и переделки в церкви происходили в XV и XIX веках. Башня в перпендикулярном стиле, вдоль нефа 6 нехарактерных для английской готики круглых окон с переплётом в виде четырёхлистника. | I     |
| св. Марии в Восточном Растоне                     | Норфолк 52°48′13″ с. ш. 1°30′22″ в. д.     | | XIV в.           | Северный боковой неф разобран в 1778 году. В интерьере интерес представляет резная раскрашенная алтарная преграда XV века с переплётом, изображениями четверых евангелистов, докторов церкви и львов. | II*   |
| Всех Святых в Эллафе                              | Суффолк 52°25′24″ с. ш. 1°35′29″ в. д.     | | XIV в.           | Церковь стоит уединённо на вершине холма. В ходе викторианской реставрации в 1882 году Баттерфилдом заменено восточное окно. Седилия и писцина — XIV века. Заалтарный образ — Баттерфилда. | I     |
| св. Петра в Хокуолде                              | Норфолк 52°27′46″ с. ш. 0°32′15″ в. д.     | | сер. XIV в.      | Неф и башня середины XIV века, алтарная часть пристроена в следующем столетии, викторианская реставрация прошла в 1857 году. На стене церкви находится памятник одному из основателей Королевского общества сэру Сирилу Вичу. | I     |
| св. Марии в Нижнем Грейвенхёрсте                  | Бедфордшир 52°00′16″ с. ш. 0°23′00″ з. д.  | | XIV в.           | Церковь стоит на холме посреди полей. Неф и алтарная часть, южный портал, преграда, скамьи и кровля — XIV века, башня пристроена около 1400 года. | I     |
| Всех Святых в Ньютон-грине                        | Суффолк 52°02′11″ с. ш. 0°47′51″ в. д.     | | XIV в.           | Церковь пришла в упадок к 1960-м годам и с тех пор была разделена по алтарной арке, причём прежняя алтарная часть используется для богослужения до сих пор, а неф законсервирован. В нём находятся могила ок. 1300 года, роспись XIV века на сюжет Боговоплощения и восьмиугольная купель XV века.                                                                       | II*   |
| Иоанна Крестителя в Парсон-Дроуве                 | Кембриджшир 52°39′42″ с. ш. 0°03′15″ в. д. | | XIV в.           | Церковь по большей части датируется концом XV — началом XVI века, в 1613 году алтарная часть рухнула при наводнении. В церкви есть восьмиугольная купель в перпендикулярном стиле, кафедра 1677 года и фрагменты витражей XV века. | II*   |
| св. Марии в Потсгроуве                            | Бедфордшир 51°57′32″ с. ш. 0°37′00″ з. д.  | | XIV в.           | Церковь подверглась викторианской реставрации в 1880-81 годах под руководством Дж. Д. Седдинга, который сохранил часть средневекового материала, в том числе части алтарной преграды XIV века, добавил купель и шпиль на башню. Западное окно почти полностью составлено из фрагментов средневекового витражного стекла.                                                 | II*   |
| св. Августина в Норидже                           | Норфолк 52°38′14″ с. ш. 1°17′33″ в. д.     | | XIV в.           | Церковь построена из камня, а башня из кирпича (единственная кирпичная башня в Норидже). В церкви находятся памятники архитектору-палладианцу Мэтью Бреттингему, автору Холкэм-холла, и текстильному фабриканту Томасу Клэбберну, поставленный на средства, собранные его 600 работниками.                                                                               | I     |
| Иоанна Крестителя на рынке                        | Норфолк 52°37′48″ с. ш. 1°17′34″ в. д.     | | XIV в.           | Церковь почти квадратная в плане, потому что в какой-то момент была укорочена с восточной стороны. В 1876 году случился взрыв газа, повредивший её витражи. Мебель была собрана из других церквей в начале XX века викарием преподобным Уильямом Басби. | I     |
| св. Марии в Верхнем Рикингхолле                   | Суффолк 52°19′53″ с. ш. 0°59′38″ в. д.     | | XIV в.           | Неф с четырьмя окнами в перпендикулярном стиле и двухъярусное крыльцо построены в XV веке. В 1868 году викторианскую реставрацию произвёл У. Фосет. | I     |
| св. Марии в Стонэм-Парве                          | Суффолк 52°11′57″ с. ш. 1°05′19″ в. д.     | | XIV в.           | Церковь переделывалась в начале XVI века и в ходе викторианской реставрации. Двойная hammerbeam-кровля в нефе несёт средневековую резьбу. | I     |
| Всех Святых в Тёргартоне                          | Норфолк 52°52′35″ с. ш. 1°14′23″ в. д.     | | XIV в.           | Западная башня рухнула в 1882 году и в 1924-м заменена вестри. В интерьере церкви интерес представляют средневековые скамьи с резьбой и остатки росписей. | I     |
| Иоанна Крестителя в Ярбурге                       | Линкольншир 53°25′02″ с. ш. 0°01′52″ в. д. | | XIV в.           | Церковь перестроена в 1405 году после пожара и подвергнута викторианской реставрации в 1854-55 годах. Высокая башня сложена из песчаника, на западном портале резные изображения, в том числе Адама и Евы со Змеем и пасхального Агнца. | I     |
| св. Марии в Бангее                                | Суффолк 52°27′20″ с. ш. 1°26′16″ в. д.     | | XIV—XV вв.       | Построена как церковь бенедиктинского приората, после роспуска монастырей стала приходской. В 1577 году пострадала от удара молнии, в 1688-м — от пожара, уничтожившего немалую часть города. Церковь примечательна резными замковыми камнями, zzящиком для пожертвований с вырезанной крысой и панелью XVII века, подаренной Райдером Хаггардом.                        | I     |
| св. Андрея в Редборне                             | Линкольншир 53°29′14″ с. ш. 0°32′04″ з. д. | | XIV—XV вв.       | Церковь значительно перестроена во второй половине XVIII века, южная капелла — в начале XIX-го под усыпальницу герцога Сент-Олбанского. Викторианскую реставрацию в 1888 году произвёл местный архитектор У. У. Гудхенд. В восточном окне — витраж на тему Страшного Суда художника Уильяма Коллинза (ок. 1840).                                                         | I     |
| св. Марии в Чилтоне                               | Суффолк 52°02′46″ с. ш. 0°45′15″ в. д.     | | XV в.            | Церковь располагается на месте опустевшей деревни близ поместья Чилтон-холл недалеко от восточного обхода города Садбери. Башня и капелла XVI века, викторианская реставрация прошла в 1860-х годах. В капелле могилы и памятники рода Крейн (англ. Crane, владевшего Чилтон-холлом.                                                                                     | I     |
| св. Марии-у-Причала в Ипсуиче                     | Суффолк 52°03′10″ с. ш. 1°09′23″ в. д.     | | XV в.            | Достопримечательности церкви — окна в перпендикулярном стиле, средневековая двойная hammerbeam-кровля и купель XV века. | II*   |
| св. Петра в Северном Барнингеме                   | Норфолк 52°53′20″ с. ш. 1°11′43″ в. д.     | | XV в.            | Церковь стоит одиноко на холме. В полу кирпичом и камнем выложен узор окна-розы, также в церкви находятся памятники рода Пэлгрейвов. | II*   |
| свв. Кирика и Иулитты в Свофем-Прайери            | Кембриджшир 52°15′03″ с. ш. 0°17′45″ в. д. | | XV в.            | Церковь делит кладбище с ближайшей церковью святой Марии. Неф и алтарная часть полностью перестроены в 1806 году Чарльзом Хамфри. | II*   |
| св. Андрея в Уолполе                              | Норфолк 52°44′05″ с. ш. 0°13′21″ в. д.     | | XV в.            | Церковь в перпендикулярном стиле. На западной стороне башни каморка, бывшая, вероятно, кельей отшельника. Раздел нефа и алтарной части снаружи показывают две восьмигранные башенки со шпилями. | I     |
| св. Лаврентия в Норидже                           | Норфолк 52°37′52″ с. ш. 1°17′24″ в. д.     | | 1460—72 гг.      | Башня церкви весьма велика, и в нефе 8 секций. На западном портале резные изображения мучеников Эдмунда и Лаврентия. | I     |
| Всех Святых в Восточном Хорндоне                  | Эссекс 51°34′51″ с. ш. 0°21′33″ в. д.      | | кон. XV в.       | Церковь построена Тиреллами из Герон-холла неподалёку взамен более старой церкви. Среди необычных черт её — башенки на углах большой башни, и верхние галереи в обоих трансептах. В южном трансепте — памятники Тиреллам. С XIX века церковь страдала от обветшания, немецкой авиабомбы, пожара, случившегося по вине бродяг, и воровства и вандализма.                  | II*   |
| Всех Святых в Конингтоне                          | Кембриджшир 52°27′30″ с. ш. 0°15′51″ з. д. | | ок. 1500         | Зубчатый парапет восстанавливался в 1638 году сэром Томасом Коттоном, бароном Конингтоном, также в XIX веке прошло несколько викторианских реставраций и ремонтов, обстановка датируется 1841 годом, но имеются несколько памятников Коттонам и Хиткотам и купель XV века.                                                                                               | I     |
| Оксейская капелла                                 | Хартфордшир 51°37′40″ с. ш. 0°23′33″ з. д. | | 1612 г.          | Эта частная капелла построена судьёй и членом Парламента Джеймсом Олтэмом для обитателей Оксея. В ходе английской революции пострадала от круглоголовых и в дальнейшем использовалась под склад. В XIX веке дважды подвергалась викторианским реставрациям, но в XX веке вновь пришла в упадок и реставрировалась снова.                                                 | II*   |
| св. Георгия в Голто                               | Линкольншир 53°16′58″ с. ш. 0°19′38″ з. д. | | ок. 1640         | Церковь в этом известном с англосаксонских времён поселении построена очень просто из красного кирпича, ремонтировалась и изменялась в начале XVIII и в конце XIX веков. В полу нефа — две могильных плиты XVII века. | II*   |
| Гайхирнская капелла                               | Кембриджшир 52°36′57″ с. ш. 0°04′16″ в. д. | | 1660             | Это приходская капелла для тех, кому трудно или далеко посещать основную церковь, построена незатейливо из кирпича и камня. Последняя служба прошла в 1960 году, в течение XX века капелла ветшала. Ныне поддерживается Обществом друзей Гайхирнской капеллы. | II*   |
| Старая церковь Всех Святых в Большом Стипинге     | Линкольншир 53°09′12″ с. ш. 0°08′39″ в. д. | | 1748             | Церковь в георгианском стиле построена на месте средневековой церкви, реставрировалась в 1908 году. В 1891 году была построена новая церковь, и в старой последняя служба прошла августе 1973-го. | II*   |
| св. Андрея в Гантоне                              | Норфолк 52°51′31″ с. ш. 1°18′35″ в. д.     | | 1769             | Церковь в палладианском стиле по проекту Роберта Адама относится к Гантон-холлу. | I     |
| Всех Святых в Хогеме                              | Линкольншир 53°18′46″ с. ш. 0°00′12″ в. д. | | 1840             | Неоготическая церковь по проекту У. А. Николсона заменила более ранее здание. Кроме купели XV века, резервуара для святой воды и нескольких надгробий, всё внутри позже 1840 года. | II*   |
| Святой Троицы в Халстеде                          | Эссекс 51°56′37″ с. ш. 0°37′47″ в. д.      | | 1843-44          | В проекте этой неоготической церкви Джордж Гилберт Скотт подражал ранней английской готике. При строительстве шпиль обрушился. В интерьере часть деталей по проекту Скотта, часть добавлена позднее. Законсервирована в 1987 году. | II*   |
| Иоанна Крестителя в Баррингеме                    | Линкольншир 53°34′17″ с. ш. 0°44′39″ з. д. | | 1856-57          | Архитектор кирпичной церкви с невысокой квадратной башней и абсидой в восточном конце — Сэмюэл Сандерс Тейлон. Интерьер решён в красном, жёлтом и чёрном кирпиче, пол выложен цветными керамическими плитками. Законсервирована в 1984 году. | II    |
| св. Елены в Малом Кауторпе                        | Линкольншир 53°20′00″ с. ш. 0°02′11″ в. д. | | 1860             | Церковь очень мала, вместимостью всего 60 человек, построена из красного и чёрного кирпича, звонница на западном фасаде увенчана шпилем и флюгером. Законсервирована в апреле 1996 года. | II    |
| Всех Святых в Кембридже                           | Кембриджшир 52°12′30″ с. ш. 0°07′24″ в. д. | | 1864             | Архитектор Джордж Фредерик Бодлей выполнил не только проект здания, но и интерьер, в том числе купель, кафедру и преграду. Витражи Бёрн-Джонса, Брауна, Морриса и Кемпа. | I     |
| Михаила Архангела в Бутоне                        | Норфолк 52°45′27″ с. ш. 1°08′41″ в. д.     | | 2-я пол. XIX в.  | Церковь построена по проекту архитектора-любителя ректора Элвина Уитуэлла, который собрал детали со всех церквей, какие знал, в том числе hammerbeam-кровлю с резными ангелами, и трёхъярусный шпиль, больше похожий на минарет. | II*   |